# Cryptocarya retusa
Cryptocarya retusa là loài thực vật có hoa trong họ Nguyệt quế. Loài này được (Willd. ex Nees) van der Werff mô tả khoa học đầu tiên năm 2008.